# Чемпіонат Болгарії з футболу 1947
Республіканський чемпіонат Болгарії 1947 — 23-й сезон найвищого рівня футбольних змагань Болгарії. Титул чемпіона вдруге поспіль здобув Левські (Софія).

## 1/8 фіналу
| Команда 1                 | Рахунок  | Команда 2                |
| ------------------------- | -------- | ------------------------ |
| ТПВ (Варна)               | 2:0      | Ангел Кинчев (Трявна)    |
| Хаджи Славчев (Павликени) | 3:2      | Славія (Пловдив)         |
| Республіканець (Лом)      | 0:1      | Локомотив (Софія)        |
| Любислав (Бургас)         | 2:2; 0:1 | Спартак (Варна)          |
| Левські (Софія)           | 4:0      | Ілінден (Петрич)         |
| Бенковські (Видин)        | 2:1      | Локомотив (Русе)         |
| Спартак (Софія)           | 2:0      | Марек (Дупниця)          |
| Левські (Пловдив)         | 2:1      | Локомотив (Стара Загора) |

## 1/4 фіналу
| Команда 1                 | Рахунок | Команда 2         |
| ------------------------- | ------- | ----------------- |
| Локомотив (Софія)         | 3:0     | ТПВ (Варна)       |
| Хаджи Славчев (Павликени) | 0:1     | Спартак (Софія)   |
| Спартак (Варна)           | 1:2     | Левські (Софія)   |
| Бенковські (Видин)        | 1:2     | Левські (Пловдив) |

## 1/2 фіналу
| Команда 1         | Заг. | Команда 2       | 1-й матч | 2-й матч |
| ----------------- | ---- | --------------- | -------- | -------- |
| Локомотив (Софія) | 6:1  | Спартак (Софія) | 3:1      | 3:0      |
| Левські (Пловдив) | 1:9  | Левські (Софія) | 0:4      | 1:5      |

## Фінал
| Команда 1                  | Заг. | Команда 2         | 1-й матч | 2-й матч |
| -------------------------- | ---- | ----------------- | -------- | -------- |
| 29 жовтня/2 листопада 1947 |      |                   |          |          |
| Левські (Софія)            | 2:1  | Локомотив (Софія) | 1:1      | 1:0      |